# Catena de Khnoum
Khnum Catena
Pour les articles homonymes, voir Knoum.
La catena de Knoum (désignation internationale : Khnum Catena) est une chaîne de cratères d'impact située sur Ganymède. Elle a été nommée en référence à Khnoum, dieu égyptien de la création.